# أفعى قرناء فارسية
الأفعى القرناء الفارسية أو الأفعى المقرنة الفارسية (الاسم العلمي: Pseudocerastes persicus)، نوع من الأفاعي السامة المتوطنة في الشرق الأوسط وآسيا.